# لا موت (كيبك)
لا موت (بالإنجليزية: La Motte, Quebec)‏ هي بلدة و بلدية محلية في كيبيك تقع في كندا في Abitibi Regional County Municipality. يقدر عدد سكانها بـ 457 نسمة ومساحتها 214.40 كم2 .